# Daniel Hallingström
Daniel Hallingström (* 10. Februar 1981) ist ein schwedischer Fußballspieler. Im Laufe seiner bisherigen Karriere war der Defensivspieler an zwei Aufstiegen in die Allsvenskan beteiligt.

## Werdegang
Hallingström begann mit dem Fußballspielen bei Gamleby IF. Zur Spielzeit 1999 schloss er sich dem Zweitligisten Åtvidabergs FF an, mit dem er als Tabellensiebter der Südstaffel die Qualifikation für die eingleisige Superettan schaffte. Dort kam er in der Spielzeit 2000 zu 28 Spieleinsätzen, belegte jedoch mit der Mannschaft einen Abstiegsplatz. Er wechselte nach Saisonende den Verein und lief für Kalmar FF in der Superettan auf, in der Mannschaft um Lucas Nilsson, Henrik Rydström, Joachim Lantz und Daniel Mobaeck konnte er sich allerdings keinen Stammplatz erspielen. Lediglich mit zwei Einsätzen verhalf er dem Klub zur Zweitligameisterschaft.
Hallingström kehrte nach einem Jahr zum wiederaufgestiegenen Åtvidabergs FF zurück und etablierte sich direkt als Stammspieler. An der Seite von Mats Haglund, Imad Chhadeh und Pontus Karlsson verpasste er mit dem Klub in der Spielzeit 2003 als Tabellenvierter den Aufstieg in die Allsvenskan. Unter dem nach Saisonende neu verpflichteten Trainer Kent Karlsson rutschte der Klub ins hintere Mittelfeld ab und spielte in der Spielzeit 2006 gegen den Abstieg, dabei war Hallingström stets Stammkraft in der Defensive des Klubs. Als Karlsson zum Jahresende den Klub verließ, übernahm Peter Swärdh den Klub und führte die Mannschaft zurück in den vorderen Tabellenbereich, ehe er selbst im Herbst 2008 abgeworben wurde. Auch unter dessen Nachfolger Daniel Wiklund gehörte Hallingström zur Stammmannschaft neben Kristian Bergström, Jesper Arvidsson, Henrik Gustavsson und Viktor Prodell. In der Spielzeit 2009 trug er mit sechs Toren in 26 Spielen entscheidend zum Aufstieg des Klubs in die Allsvenskan bei. Im Anschluss an die Saison verlängerte er seinen Vertrag um zwei Jahre.
Trotz des direkten Wiederabstiegs des Klubs verlängerte Hallingström, der weiterhin zu den Stammkräften des Klubs zählte, seinen Vertrag und unterzeichnete nach Saisonende einen bis Ende 2013 gültigen Zwei-Jahres-Vertrag. In 28 Saisonspielen trug er entscheidend zum erneuten Aufstieg in die Allsvenskan bei, als Tabellenachter am Ende der Erstliga-Spielzeit 2012 hielt sich der Verein in der obersten Spielklasse.